# Mouth of the Architect
A Mouth of the Architect (jelentése: Az építész szája) amerikai doom/sludge/post metal zenekar. 2003-ban alakultak meg az ohiói Daytonban. Lemezeiket a "Transition Loss Records" kiadó dobja piacra. Nevüket Dario Argento filmrendező "A templom" című filmjéből kapták. Zeneileg leginkább a Pelican, Isis (együttes), Neurosis és Cult of Luna zenekarokhoz hasonlítanak, illetve ők hatottak rájuk.

## Története
Az eredeti felállás a következő volt: Jason Watkins – éneklés, billentyűk, Gregory Lahm – éneklés, gitár, Alex Vernon – éneklés, gitár, Dave Mann – dobok, Derik Sommer – basszusgitár. Első nagylemezüket 2004-ben adták ki. 2005-ben Sommer kiszállt az együttesből. 2006-ban Alex Vernon is elhagyta az együttes sorait, a Kenomával közös split lemezük után. Ugyanebben az évben a zenekar második stúdióalbuma is piacra került. 2007-ben közreműködtek egy Eyehategod tribute albumhoz, 2008-ban már harmadik stúdióalbumuk is megjelent. A lemezek között sűrű tagcserék történtek. 2010-ben új nagylemez került ki a házuk tájáról, 2012-ben pedig egy válogatáslemez született a zenekartól. 2013-ban és 2016-ban is megjelentettek nagylemezeket.

## Tagok
- Jason Watkins – éneklés, billentyűk (2003-)
- Dave Mann – dobok (2003-)
- Alex Vernon – gitár, éneklés (2003-2005, 2007-2008, 2018-)
- Evan Danielson – basszusgitár (2010-)
- John Lakes – gitár, éneklés (2015-)

## Korábbi tagok
- Kevin Schindel – basszusgitár, éneklés (2007-2008), gitár, éneklés (2008-2015)
- Steve Brooks – gitár, éneklés (2007-2018)
- Gregory Lahm – éneklés, gitár (2003-2007)
- Derik Sommer – basszusgitár (2003-2005)

## Diszkográfiájuk
- Time and Withering (nagylemez, 2004)
- Mouth of the Architect/Kenoma split lemez (2006)
- The Ties that Blind (nagylemez, 2006)
- Quietly (nagylemez, 2008)
- The Violence Beneath (nagylemez, 2010)
- Falling Down IIV (válogatáslemez, 2012)
- Dawning (nagylemez, 2013)
- Path of Eight (nagylemez, 2016)

## Közreműködések
- For the Sick (Eyehategod tribute album, 2007)